# 鹿児島県道263号霜出川辺線
鹿児島県道263号霜出川辺線（かごしまけんどう263ごう しもでかわなべせん）は、鹿児島県南九州市を通る一般県道である。

## 概要

### 路線データ
- 起点：鹿児島県南九州市知覧町西元（霜出交差点、鹿児島県道27号頴娃川辺線交点、鹿児島県道34号枕崎知覧線終点）
- 終点：鹿児島県南九州市川辺町両添（国道225号交点、鹿児島県道19号鹿児島川辺線終点）

## 地理

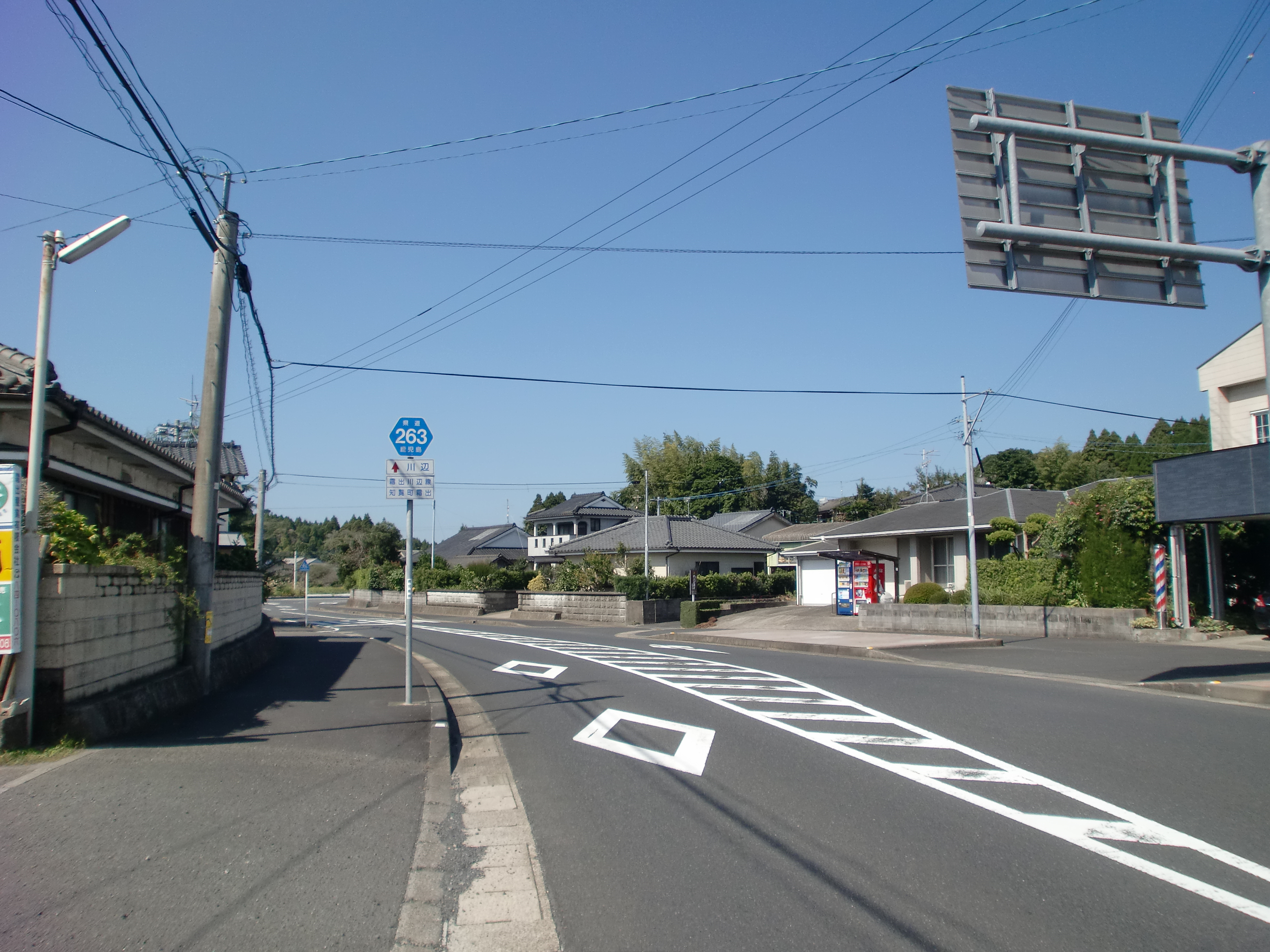
起点付近から川辺方面を望む

### 通過する自治体
- 南九州市

### 交差する道路
| 交差する道路                                      | 交差する場所 | 交差する場所      |
| ------------------------------------------------- | ------------ | ----------------- |
| 鹿児島県道27号頴娃川辺線 鹿児島県道34号枕崎知覧線 | 知覧町西元   | 霜出交差点 / 起点 |
| 国道225号 鹿児島県道19号鹿児島川辺線              | 川辺町両添   | 終点              |

### 沿線
- 南九州市立霜出小学校
- 南九州警察署 川辺交番